# Haematopis
Haematopis là một chi bướm đêm thuộc họ Geometridae.

## Các loài
Bao gồm các loài:
- Haematopis annettearia
- Haematopis grataria – (Fabricius, 1798)
- Haematopis saniaria
- Haematopis successaria